# Рейн (певец)
Чонг Джи-хун (на корейски: 정지훈; Коригирана романизация на корейския език:Jung Ji-hoon), известен повече като Рейн (на корейски: 비; на английски: Rain) е южнокорейски певец, танцьор, актьор, музикален продуцент и текстописец.
Чонг става популярен след участието си в сериалите от 2004 година Sang Doo!Let's Go to School (Санг До, нека да отидем на училище) и Full House (Пълна къща), а последвалия му албум „It's Raining“ го прави популярен извън родната му страна.
Освен успешната си кариерата в Южна Корея, Рейн участва в множество американски продукции включващи актьори като Джейсън Патрик, Брус Уилиси Джон Кюзак. Към 2014 г. Рейн се е снимал в шест филма, от които три са американски, два корейски и един китайски. Най-печелившата роля му става тази на Раизо в Нинджа убиец. От участието в сериали най-успешни остават „Санг До, нека да отидем на училище“ и „Пълна къща“ като рейтинг на двата сериала варира между 25 и 42%.
Музикалната кариера на Джихун е в своя връх в периода 2004 – 2008 г., когато продажбите на албума му минават един милион копия. През 2014 г. след прекъсване на кариерата си, заради постъпване в казармата се завръща с албума „Rain Effect“ и както всички негови албума достига първо място в Южна Корея, но продажбите му не са големи. Освен певец Рейн е музикален продуцент, основател на групата MBLAQ и компанията за която работят. През 2013 година напуска компанията, която основава и подписва с Cube Entertainment, която напуска през 2015.

## Музикална кариера
Музикалната кариера на Рейн започва през 1998 година, когато дебютира с група наречена „Fanclub“, но групата не достига голям успех и Рейн я напуска две години по-късно. През 2000 г., малко след като е напуснал „Fanclub“, той подписва договор с JYP Entertainment и след няколко години, които прекарва като стажант и бекъп танцьор дебютира като солов изпълнител с албума „Bad Guy“(나쁜 남자; Nappeun namja), който му печели награди за най-добър нов певец. Година по-късно през 2003 година Чонг пуска в продажба втория си студиен албум озаглавен „Rain 2“, който носи му носи високи продажби и извън Южна Корея, заради по-ранния му дебют като актьор. Песента „Ways to Avoid the Sun“ (태양을 피하는 방법; Taeyangeul Pihaneun Bangbeop) оглавява класациите в Корея.
Третия студиен албум на Джихун „It's Raining“ излиза на 16 октомври 2004 г., като албума съдържа 15 песни включително заглавната песен „It's Raining“ и „I Do“, които заедно с целия албум се превърщат в хит завладявайки класациите на Китай, Япония, Тайван, Индонезия и Тайланд. Албума е продаден повече от 1 милион пъти. Вследствие на успеха Рейн тръгва на първото си турне озаглавено Rainy Day 2005 Tour, което продава над 306 хиляди билети в градове като Токио, Осака, Хонг Конг, Пекин, Тайпей, Манила и Ню Йорк.
След две години отсъствие от музикалната сцена Рейн се завръща с албума „Rain's World“, който повтаря успеха на „It's Raining“ с разликата, че Чонг започва първото си световно турне събирайки обща публика от над половин милион зрители. Същата година издава и първия си албум на японски език озаглавен „Eternal Rain“, който продава около 250 000 копия. През 2008 г. певеца прави завръщане на сцената с албума „Rainism“, който продава на милион и половина копия 300 хиляди, от които в Южна Корея. За да промотира Рейн тръгва на третото си турне „The Legend of Rainism Asia Tour“.
През 2010 г., малко преди да влезе в казармата Чонг издава миниалбума „Back to the Basic“ и тръгва на турне в страни като Южна Корея, Япония, Китай, Сингапур, Индонезия и др.
През 2014 г. след завръщането си от казармата певеца издава албума „Rain Effect“, а песните „La song“ „30 sexy“ му носят високи дигитални продажби. Албума се продуцира главно от него и JR Groove.

## Актьорска кариера

### Сериали
Актьорската кариера на Рейн започва с няколко кратки участия кратки сериали през 2002 г. Пробивът на Чонг идва още с първата главна роля в сериала
상두야 학교가자! („Санг До, нека да отидем на училище“), която му носи награда за най-добър нов актьор на церемонията „KBS Drama Awards“ през 2003 г. и награда за популярност на „Baeksang Arts Awards“ през 2004 г.
Година по-късно, през 2004 г. Рейн заема главната мъжка роля в сериала „Full House“ („Пълна къща“). Сериала се превръща в хит с рейтинг 42% и сериала е излъчен в Китай, Тайланд, Япония, Камбоджа, Малайзия, Индонезия, Виетнам, Филипините, Автралия, Сингапур, Индия и Шри Ланка, като във Филипините достига рейтинг от 50,9%. Рейн и главната актриса от сериала Сонг Хье-кьо печелят най-престижните награди на „KBS Drama Awards“
През следващите години актьора и певец снима „A Love to Kill“ (이 죽일 놈의 사랑;„Любов, която убива“) заедно с актрисата Шин Мин-а, участва в няколко епизода на (대결! 반전 드라마;„Драмата Банджун“) и малко преди на влезе в казармата снима The Fugitive: Plan B (도망자 플랜 B; „Беглецът:План Б“), където играе ролята на Джи У частен детектив като ролята му е романтично-комедийна.
Първата му роля след казармата е тази на И Хьон Ук в „My Lovely Girl“ (내겐 너무 사랑스러운 그녀 „Моето пракрасно момиче“), където си партнира с Кристал Чонг от групата f(x). Драмата е продадена на китайския сайт „Youku Tudou“ за 200 000 долара на епизод.

### Филми
Първата роля на Рейн е в „I'm a Cyborg, But That's OK“ (싸이보그지만 괜찮아; „Аз съм киборг, но всичко е наред“). Филма разказва за героя на Рейн, който е клептоман и героинята на Им Су-чонг, която вярва, че е киборг. Действието на филма се развива в психиатрична клиника, където двата главни герои се влюбват. Филма печели награда от „Berlin International Film Festival“, а Рейн награда за най-добър нов актьор от 43-те награди „Baeksang“.
През 2008 година прави американски дебют във филма „Speed Racer“, а последвалия Нинджа убиец е с обща каса над 61 милиона долара, който става Рейн най-печелившата му продукция.
През 2012 г. Рейн се завръща в Южна Корея, където снима филма R2B: Return to Base (알투비: 리턴투베이스; „Завръщане в базата“), а две години по-късно участва в третия си американски филм The Prince („Принцът“) и първия си китайски филм „For Love or Money“ (露水红颜; За Любов или пари).

## Личен живот
Майката на Рейн страда от диабет и докато се бори с него умира в края на 2000 г. Този период е труден за изпълнителя, защото трябвало да се грижи за по-малката си сестра и да се явява на кастинги, за да може да дебютира като изпълнител.
През 2013 г. Рейн съобщава за връзката си с актрисата Ким Те-хи. На 19 януари 2017 Рейн и Ким Те-хи сключват брак.

## Филмография

### Филми
| Заглавие                                                                             | Година  | Роля               |
| ------------------------------------------------------------------------------------ | ------- | ------------------ |
| I'm a Cyborg, But That's OK (싸이보그지만 괜찮아;„Аз съм киборг, но всичко е наред“) | 2006 г. | Пак Ил-сун         |
| Speed Racer                                                                          | 2008 г. | Таеджо Токоган     |
| Ninja Assassin („Нинджа убиец“)                                                      | 2009 г. | Раизо              |
| R2B: Return to Base (알투비: 리턴투베이스;„Завръщане в базата“)                      | 2009 г. | капитан Чонг Те-юн |
| The Prince („Принцът“)                                                               | 2014 г. | Марк               |
| For Love or Money (露水红颜; За Любов или пари)                                      | 2014 г. | Шуи Чънг Шуи       |

## Сериали
| Заглавие                                                                              | Година  | Роля         |
| ------------------------------------------------------------------------------------- | ------- | ------------ |
| „The King of Disco“(„Кралят на диското“)                                              | 2002 г. | себе си      |
| „Orange“(„Оранжево“)                                                                  | 2002 г. | себе си      |
| „Run Ma Ma“ (Бягай Ма Ма“)                                                            | 2003 г. | себе си      |
| „SangDoo! Let's Go to School“ (상두야 학교가자!;„Санг До, нека да отидем на училище“) | 2004 г. | Чанг Санг-до |
| „Full House“ (풀하우스;„Пълна къща“)                                                  | 2004 г. | И Йънг-дже   |
| „Old Miss Diary“ (올드 미스 다이어리 – 극장판;„Дневникът на старата госпожица“)       | 2004 г. | себе си      |
| „Banjun Drama“ (대결! 반전 드라마;„Драмата Банджун“)                                  | 2005 г. | себе си      |
| „A Love to Kill“ (이 죽일 놈의 사랑;„Любов, която убива“)                             | 2005    | Канг Бок-гу  |
| The Fugitive: Plan B (도망자 플랜 B;„Беглецът:План Б“)                                | 2010 г. | Джи У        |
| My Lovely Girl (내겐 너무 사랑스러운 그녀 „Моето пракрасно момиче“)                   | 2014 г. | Хьон Ук      |

- Bad Guy (2002 г.)
- Rain 2 (2003 г.)
- It's Raining (2004 г.)
- Rain's World (2006 г.)
- Eternal Rain (2006 г.)
- Rainism (2008 г.)
- Back to the Basic (2010 г.)
- Rain Effect 2004 (2014 г.)